# アンバー・パシフィック
アンバー・パシフィック (Amber Pacific) とは、アメリカ合衆国ワシントン州,シアトルにて結成されたポップ・パンクバンドである。
"All Time Low"等と共にHopeless Recordsを代表する人気バンドだったが、2008年に同レーベルから離脱。その後、大手のVictory Recordsへと移籍した。これまでに3枚のアルバムをリリースしているが、いずれも各メディアから高い評価を得ている。

## 現在のメンバー
- マット・ヤング/Matt Young  （ヴォーカル）
- ウィル・ナッター/Will Nutter -  （ギター・キーボード）
- デイビー・リスポリー/Davey Rispoli -  （ギター）
- ダンゴ/Dango -  （ドラム）

### 旧メンバー
- ジェシー・コッサム -（元ヴォーカリスト、2009-2011)
- グレグ・ストロング/Greg Strong -  （元ベーシスト、2003-2011）
- ジャスティン・ウェスコット/Justin Westcott -（元ギタリスト、2002–2005）
- ベン・ハーパー/Ben Harper -（元ギタリスト、2006)

## 略歴

### Hopeless recordsでの活動
2002年にワシントン州,シアトルにて結成。ちなみに結成当時は、メンバー全員がまだ高校生だった。
その後も地元でのライブ活動を行いながら、着実に人気を獲得していく。
そして2004年になると、彼等のデモ音源を聴いて気に入った大手インディーズレーベルの「Hopeless Records」から誘いが掛かり、契約を結ぶことに成功。同年5月に1stEP「Fading Days」でデビューを飾る。
2005年5月24日、1stフルアルバム『The Possibility and the Promise』をリリース。
その後、ジャスティン・ウェスコットがバンドから脱退した為、彼の穴を埋める形で、2006年10月にかつて「Yellowcard」に在籍していたベン・ハーパーを新メンバーに迎え入れるも、年末にはバンドを脱退してしまう。
2007年5月22日、2ndアルバム『Truth in Sincerity』をリリース。ビルボードアルバムチャートにて初登場64位を記録した。
しかし、バンドとしての人気も絶頂を迎えていた2008年2月27日、ヴォーカリストのマット・ヤングがまさかの脱退を表明。理由は、彼自身の「未来の子供たちの教育の為に学校長になる」という夢を叶えるためだった。そして、新たなヴォーカリストとして、ジェシー・コッサムを迎え入れる。

### Victory recordsでの活動
ジェシー加入後の新生Amber Pacificの第一歩として控えていたニューアルバムのリリースが2009年初頭に控えていたが、Hopeless Recordsとの契約が満期を迎えた為、リリース前に同レーベルからの離脱を決意する。また同年2月には、ジェシーがヴォーカルを務めたEPを自主制作でiTunesにて発表している。
その後、Victory Recordsと契約を結び、2010年4月13日にはニューアルバム『Virtues』をリリースしている。
2011年2月に、初代ボーカリストのマット・ヤングがバンドに正式に復帰した。しかし、直後にベーシストのグレグ・ストロングがバンドから脱退。理由は、マットが復帰した為だと述べている。

## トリビア
- PlayStation 2用ソフト「BURNOUT 3」サントラに楽曲を提供している。

## ディスコグラフィー

### アルバム
| 発売日        | アルバムのタイトル              | 販売レーベル                                        | 全米ビルボードアルバムチャート最高位 | セールス  |
| 2005年5月24日 | The Possibility and the Promise | Hopeless Records(アメリカ) ハウリング・ブル（日本） | -                                    | 7万枚+    |
| 2007年5月22日 | Truth in Sincerity              | Hopeless Records(アメリカ) ハウリング・ブル（日本） | 64位                                 | 3万5千枚+ |
| 2010年4月13日 | Virtues                         | Victory Records                                     | -                                    | -         |

### シングル
| 発表年 | 曲のタイトル           | 収録アルバム       |
| 2007年 | Fall Back into My Life | Truth in Sincerity |
| 2007年 | You're Only Young Once | Truth in Sincerity |

### EP
- Fading Days(2004)
- Acoustic Sessions(2006)
- Acoustic Connect Sets(2008)
- iTunes EP Set(2009)